# Wallkilldel·lita
La wallkilldel·lita és un mineral de la classe dels fosfats. Rep el nom per la seva localitat tipus, situada a Wallkill Dell, la vall de Wallkill, als Estats Units. L'Associació Mineralògica Internacional no ha afegit cap sufix per ressaltar el domini del manganès a la seva composició; qualsevol denominació que utilitzi el sufix "-(Mn)" és un error.

## Característiques
La wallkilldel·lita és un fosfat de fórmula química Ca₂Mn₃2+(AsO₄)₂(OH)₄·9H₂O. Va ser aprovada com a espècie vàlida per l'Associació Mineralògica Internacional l'any 1982. Cristal·litza en el sistema hexagonal. La seva duresa a l'escala de Mohs és 3. És l'anàleg de manganès de la wallkilldel·lita-(Fe).
Segons la classificació de Nickel-Strunz, la wallkilldellita pertany a «08.DL - Fosfats, etc, amb cations de mida mitjana i gran, (OH, etc.):RO₄ = 2:1» juntament amb els següents minerals: foggita, cyrilovita, mil·lisita, wardita, agardita-(Nd), agardita-(Y), agardita-(Ce), agardita-(La), goudeyita, mixita, petersita-(Y), zalesiïta, plumboagardita, calciopetersita, cheremnykhita, dugganita, kuksita, wallkilldellita-(Fe) i angastonita.

## Formació i jaciments
Va ser descoberta a la mina Sterling, situada a Ogdensburg, al districte miner de Franklin del comtat de Sussex, a l'estat de Nova Jersey (Estats Units). També ha estat descrita en altres indrets del mateix estat, així com al Japó, Suïssa, Itàlia, Grècia i França.